# ابن شهر آشوب
أبوجعفر محمّد بن عليّ بن شهر آشوب بن أبي نصر بن أبي الجيش المازندرانيّ (488 هـ أو 489 هـ - 588 هـ) المعروف بـابن شهر آشوب والملقب بـ«رشيد الدين» و«عزّ الدين». هو عالم دين شيعي إيراني. من فقهاء الشيعة ومحدثيهم في أواخر القرن الخامس وأوائل القرن السادس الهجريين. له مصنفات كثيرة كـالمناقب ومعالم العلماء . ويُستشَفّ من نسبة السَّرَويّ إليه، وإلى أبيه وجدّه أنّهم كانوا من مدينة ساري مركز محافظة مازندران. أما محل ولادته فلا يوجد رأي قاطع فيما إذا كان في مازندران أو في غيرها. توفي في حلب سنة 588 هـ (1192 م)، ودُفن في جبل الجوشن قريباً من الموضع المشهور بمشهد الحسين.

## ولادته ونسبه
ولد ابن شهر آشوب سنة 488 هجرية وقيل سنة 489 هجرية. ونسبه البعض إلى مدينة سرو من توابع مازندران؛ في المقابل ذهب جماعة إلى القول بأنّه ولد في بغداد.

## ابن شهر آشوب في كلمات الأعلام
ذكره الشيخ الحر العاملي في أمل الآمل في باب المحمدين قائلا: «رشيد الدين محمد بن علي بن شهر اشوب المازندراني السروي، كان عالما فضلا ثقة محدثا محققا عارفا بالرجال والأخبار أديبا شاعرا جامعا للمحاسن».
وقال الميرزا حسين النوري في ترجمته: «فخر الشيعة، وتاج الشريعة، أفضل الأوائل، والبحر المتلاطم الزخار الذي ليس له ساحل، محيي آثار المناقب والفضائل، رشيد الملّة والدين، شمس الإسلام والمسلمين، الفقيه المحدث، المفسر المحقق، الأديب البارع، الجامع لفنون الفضائل و....».
ووصفه التفرشي بقوله: «محمد بن علي بن شهر آشوب شيخ في هذه الطائفة وفقيهها وكان شاعراً بليغاً منشياً».
وقال الصفدي في ترجمته له: «رشيد الدين الشيعي، أحد شيوخ الشيعة. حفظ القرآن وله ثمان سنين، وبلغ النهاية في أصول الشيعة، كان يرحل إليه من البلاد، ثم تقدم في علم القرآن والغريب والنحو، ووعظ على المنبر أيام المقتفي لأمر الله، الخليفة العباسي ببغداد فأعجبه وخلع عليه. وكان بهي المنظر، حسن الوجه والشيبة، صدوق اللهجة، مليح المحاورة، واسع العلم، كثير الخشوع والعبادة والتهجد، لا يكون إلا على وضوء. أثنى عليه ابن أبي طي في تاريخه ثناءً كثيراً»

## مشايخه واستاذته
- تلمّذ ابن شهر آشوب على كل من:

| - جده الشيخ شهر آشوب؛ - أبيه الشيخ علي؛ - الفتال النيشابوري صاحب كتاب روضة الواعظين؛ - الشيخ الطبرسي صاحب مجمع البيان ؛ - أبي منصور الطبرسي صاحب كتاب الاحتجاج ؛ - أبي الفتوح الرازي صاحب تفسير روض الجنان ؛ | - عبد الجليل القزويني الرازي صاحب كتاب النقض ؛ - أبي الفتح الآمدي؛ - قطب الدين الراوندي صاحب كتاب الخرائج والجرائح ؛ - جار الله الزمخشري صاحب تفسير الكشاف ؛ - أبي الحسن علي البيهقي المعروف بابن فندق. |

## تلامذته
| - تلمّذ على يديه كل من: - السيد محمد بن زهرة الحلبي المعروف بابن زهرة؛ - الشيخ جمال الدين أبو الحسن علي بن شعرة الحلي؛ - يحيي بن البطريق؛ | - تاج الدين الدربي؛ - الشيخ يحيي السوراوي؛ - يحيى بن أبي الحلبي؛ - السيد كمال الدين حيدر الحسيني. |

## آثاره
من مؤلفاته التي حصلنا عليها:
1. مناقب آل أبي طالب: في أربعة مجلدات.[11][12]
2. مثالب النّواصب: ويسمى أيضًا بـالصّوالب القواصب في مطاعن النّواصب، وهو في 3 مجلدات.[13]
3. المخزون المكنون في عيون الفنون.[14]
4. أعلام الطرائق في الحدود والحقائق.[14]
5. مائدة الفائدة.[بحاجة لمصدر]
6. المثال في الأمثال.[14]
7. المنهاج.[14]
8. الحاوي.[14]
9. أسباب النزول على مذهب آل الرسول.[14]

## طلابه
- ابن إدريس الحلي.